# Waldstatt
Waldstatt je obec ve švýcarském kantonu Appenzell Ausserrhoden. Nachází se v jihozápadní části kantonu, asi 3 kilometry jižně od Herisau, v nadmořské výšce 822 metrů. Žije zde přibližně 1 900 obyvatel.

## Geografie
Waldstatt leží uprostřed čtyřúhelníku Herisau, Hundwil, Urnäsch a Schwellbrunn a je tak jedinou obcí v kantonu Appenzell Ausserrhoden, která nehraničí s žádným jiným kantonem. Obec leží v nadmořské výšce 820 m n. m. v žlábkovité sníženině Molasské pahorkatiny na úpatí Geisshaldenu a jižně od hřebene Oberwaldstattu; má celkovou rozlohu 669 ha. Z toho je 84 ha osídlených, 405 ha zemědělských a 173 ha zalesněných ploch, tj. lesů a hájů. Zbývajících 7 ha je považováno za neproduktivní půdu. Nejvyšší bod na obecním katastru Waldstattu je ve výšce 967 m n. m. a nejnižší 666 m n. m.

## Historie

Waldstatt (1957)

V roce 1374 se osada jmenovala Ober Walstatt, v roce 1415 Wallstatt. V té době patřila k Rhodu a farnosti Herisau a sdílí tak jejich politickou historii. V roce 1719 byl kostel a chudinský statek oddělen od Herisau a Waldstatt získal samostatnost. Tato farnost je výjimkou: Waldstatt je jedinou ausserrhodenskou farností, která získala samostatnost dříve, než byl postaven kostel. Přesto se za rok založení považuje rok 1720.
Položení důležité spojovací silnice ze St. Gallenu do Toggenburgu přes Waldstatt namísto přes Schwellbrunn v roce 1789 poskytlo důležité impulsy pro rozvoj a osada se následně rozvinula ve vesnici. Vesnice se nejprve rozrůstala podél hlavních dopravních tahů, po druhé světové válce vznikly klidnější obytné čtvrti mimo ni.
Na počátku 19. století, ale zejména v roce 1817, byl Waldstatt těžce postižen hladomorem v oblasti Appenzellerlandu. Poptávka po textilu se propadla, úroda byla v důsledku různých přírodních událostí neúrodná a ceny potravin rostly téměř každý týden. Z tohoto důvodu se mnozí lidé z vesnice odstěhovali nebo zemřeli hlady. Teprve v polovině 19. století se vesnice začala z krizových let vzpamatovávat a opět nastal vzestup ve všech smyslech slova.
V roce 1839 byla postavena stanice pro poštovní dostavníkový rychlík, který jezdil ze St. Gallenu do Uznachu. Spojovací silnice tak byla první silnicí v Appenzellu, kterou obsluhoval poštovní rychlík. v roce 1875 dostal Waldstatt stanici na železniční trati, která vedla z Winkelnu (St. Gallen) do Urnäsch. V roce 1880 byla uvedena do provozu první odstředivka na výrobu sýrů ve Švýcarsku. V roce 1925 byl postaven most Steblenbach.
Od roku 1919 převzala veřejné povinnosti obecní samospráva obyvatel a obecní korporace; ta je zodpovědná za zásobování vodou a odvoz odpadků. od roku 1911 zde byla římskokatolická farnost zahrnující obce Urnäsch-Hundwil-Waldstatt. V roce 1973 byl ve Waldstattu postaven katolický kostel.

## Obyvatelstvo

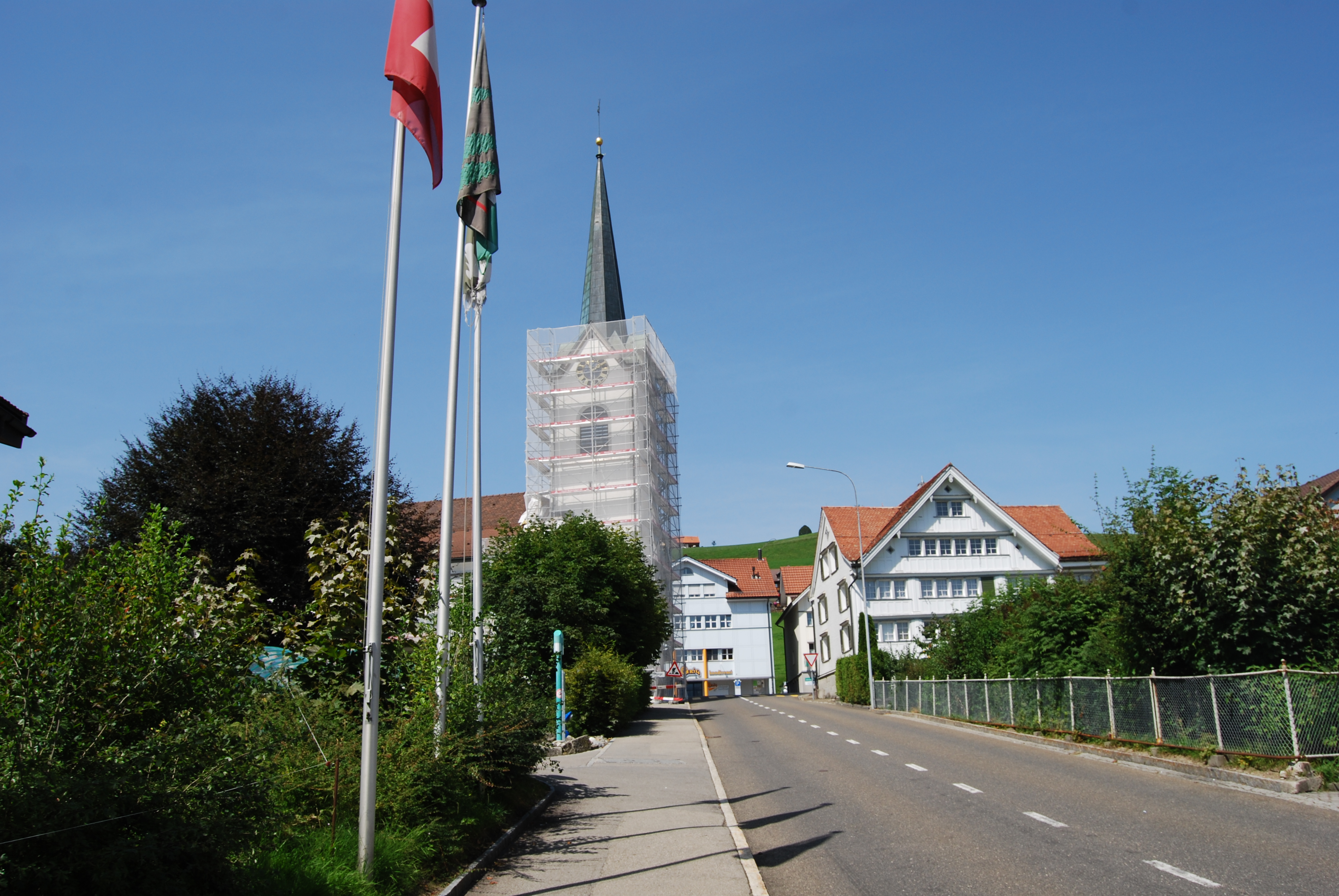
Reformovaný kostel v obci

| Rok            | 1734 | 1800 | 1850 | 1870 | 1900 | 1920 | 1941 | 1960 | 1980 | 1990 | 2000 | 2010 | 2022 |
| Počet obyvatel | 634  | 1034 | 983  | 953  | 1483 | 1513 | 1297 | 1536 | 1440 | 1529 | 1710 | 1772 | 1817 |

## Hospodářství

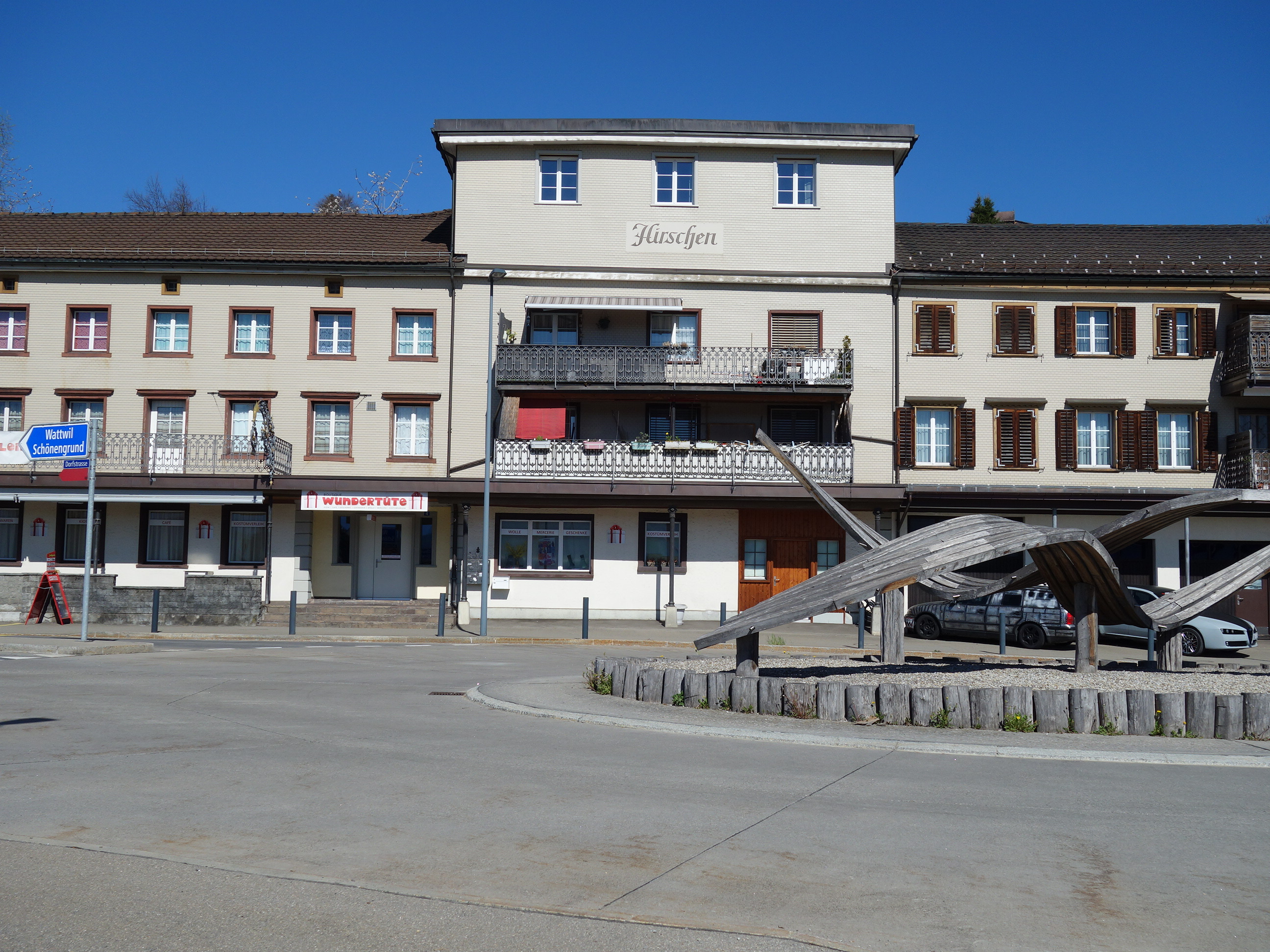
Hirschen

Vedle tradičního chovu dobytka a mlékárenství se v 18. století rozvíjel textilní průmysl a obchod, tkalcovství a později i vyšívání. Určitý význam měla také těžba rašeliny a pískovce. V první polovině století převažovalo tkalcovství lnu, od poloviny století převládala výroba bavlněného mušelínu. Kolem roku 1800 bylo v obci 400 tkalcovských stavů. V 19. století byly v textilním průmyslu zaměstnány asi tři čtvrtiny pracujících obyvatel. V roce 1890 byla založena mechanická žakárová tkalcovna a v roce 1908 byly postaveny dvě mechanické tkalcovny a vyšívárna. Od začátku první světové války prožíval průmysl těžkou krizi a mnoho dělníků přišlo o práci. Teprve v polovině 20. století se průmysl dokázal vzpamatovat, ale původního hospodářského významu již nedosáhl.
V roce 1792 byly v Unter-Waldstattu otevřeny lázně a Waldstatt se následně stal lázeňským městem. Od poloviny 19. století měly lázně také vlastní pivovar, který byl v roce 1923 převzat pivovarem Haldengut a využíván jako skladiště. „Säntisblick“ byl oblíbeným místem setkávání: projednávaly se zde různé body politického a hospodářského programu, včetně kantonální ústavy v letech 1858 a 1876. Dalšími známými lázněmi ve Waldstattu byl Hotel & Kurhaus Hirschen. Po druhé světové válce lázeňský cestovní ruch upadl; až do roku 1964 byly místopisné cedule označeny „Kurort Waldstatt“.
Přibližně od roku 1935 se těžiště zaměstnanosti přesunulo na zpracování dřeva, kovů a plastů. V roce 1945 byl založen závod na tlakové lití kovů a vstřikování termoplastů, který je největším zaměstnavatelem v obci. V roce 2005 se zemědělství podílelo na zaměstnanosti v obci 13 % a průmysl 52 %.